# Brad Gushue
Brad Gushue, född den 16 juni 1980 i St. John's i Newfoundland och Labrador, är en kanadensisk curlingspelare.
Han tog OS-guld i herrarnas curlingturnering i samband med de olympiska curlingtävlingarna 2006 i Turin.